# Марія Челеста Кростароза
Блаженна Джулія Кростароза (31 жовтня 1696, Неаполь — 14 вересня 1755, Фоджа) — італійська римо-католицька черниця, яка при підтримці св. Альфонса Лігуор заснувала Згромадження Найсвятішого Ізбавителя. Вона розповідала, що в її житті було багато видінь, що призвело до заснування Ордену Найсвятішого Ізбавителя, для якого вона власноруч написала устав. Вона прийняла чернече ім'я Марія Челеста коли складала чернечі обіти.
3 червня 2013 року Папа Римський Франциск підписав декрет про героїчність чеснот Марії Челести. Чудо за її заступництвом, необхідне для беатифікації, було підтверджено у 2015 році. Це проклало шлях для її беатифікації. Вона відбулася 18 червня 2016 року в Фоджа, в якому кардинал Анджело Амато головував від імені папи.

## Життя
Джулія Кростароза народилася 31 жовтня 1696 року в Неаполі з Хресним ім'ям Джулія Марчелла Кростароза. Кростароза була занурена у духовне життя і співпрацювала з отцем Бартоломео Какаче, який став її духовним керівником. 
В 1716 році вона супроводжувала свою старшу сестру Урсулу, яка їхала в Марильяно щоб стати монахинею. Коли вони дісталися до монастиря то настоятелька прийняла їх надзвичайно радісно і ввічливо. Коли настоятелька спитала Джулію чи не хотіла б вона також залишитися в монастирі то Джулія відповіла, що вона охоче почне монаше життя і так, разом з своєю сестрою вона залишилась там. У той час вона зустріла отця Томаса Фалькоя , який після смерті отця Какаче, став її духовним керівником.
Вона перебувала в монастирі менше десяти років і переїхала в 1724 році з разом з сестрою, щоб вступити в монастир в Скалі, заснований отцем Фалькоя. Її перше записане видіння Ісуса Христа було 25 квітня 1725 року, коли вона ще була в новіціяті, в якому вона вперше побачила, що скоро постане нова конгрегація, яку вона має заснувати. Кростароза записала устав і показала його керівнику монастиря, тобто о. Фалькоя. Він показав новий устав ряду теологів, які схвалили його і сказали, що він може бути прийнятий в монастирі Скала за умови, що спільнота прийме його. Однак настоятелька була проти, а генеральний настоятель Фалької заборонив будь-яку зміну управління і звільнив о. Фалькою від усіх зв'язків з монастирем. 
У жовтні 1730 року о. Фалькоя був призначений єпископом Кастелламаре і мав право, за умови схвалення єпископа Скали, діяти стосовно монастиря так як він вважав найкращим. Альфонс Лігуорі, друг Фалькоя, отримав дозвіл від єпископа Скали на зміну уставу. В 1731 році монастир одноголосно прийняв новий устав разом з габітом з червоного і синього, традиційних кольорів власного одягу Господа.
Кростароза залишила Скала у 1733 році та поїхала до Ночера-Інферіоре. Саме у Фоджі ,19 березня 1738 року, вона заснувала згромадження Згромадження Найсвятішого Ізбавителя. Вона служила як настоятелька ордену два десятиліття. ЇЇ поважали Альфонс Лігуорі та майбутній святий Герард Маеля. Джулія Кростароза померла у Фоджа 14 вересня 1755 року. 

## Праці
Її духовний досвід міститься в її численних працях — біограція, різні повчання [Архівовано 8 липня 2020 у Wayback Machine.], комментарі до Святого письма, теми для розважання і т. д.
Також збереглися цінні документи які вона зберігала протягом свого життя.

## Беатифікація
Процес беатифікації розпочався у Фоджа 11 серпня 1901 року. Папа Франциск затвердив висновки Конгрегації в справах святих і проголосив її Слугою Божою 3 червня 2013 року за її героїчні чесноти.
Чудо, за її заступництвом було досліджено на місцевому рівні і було затверджено 6 грудня 2013 року. Папа підтвердив це чудо 14 грудня 2015 року.